# Aroa simplex
Aroa simplex är en fjärilsart som beskrevs av Walker 1865. Aroa simplex ingår i släktet Aroa och familjen tofsspinnare. Inga underarter finns listade i Catalogue of Life.